# Taça dos Campeões Europeus de Hóquei em Patins de 1986-87
A Taça dos Campeões Europeus de Hóquei em Patins de 1986-87 foi a 22ª edição da Taça dos Campeões.
O Liceo da Coruña conquistava o seu 1.º título como campeão europeu ao derrotar o FC Porto, campeão em título, na final.

## Equipas participantes
| País               | Clube            | Classificação                                                      |
| ------------------ | ---------------- | ------------------------------------------------------------------ |
| Alemanha Ocidental | ERG Iserlohn     | Campeão da Liga Alemã-Ocidental de 1985/86                         |
| Espanha            | Liceo da Coruña  | Campeão da Liga Espanhola de 1985/86                               |
| França             | US Coutras       | Campeão da Liga Francesa de 1985/86                                |
| Inglaterra         | Southsea RHC     | Campeão da Liga Inglesa de 1985/86                                 |
| Itália             | Amatori Vercelli | Campeão da Liga Italiana de 1985/86                                |
| Países Baixos      | RVC Dennenberg   | Campeão da Liga Neerlandesa de 1985/86                             |
| Portugal           | FC Porto         | Campeão da Liga Portuguesa de 1985/86 e Campeão Europeu de 1985/86 |
| Portugal           | SL Benfica       | 2.º lugar da Liga Portuguesa de 1985/86                            |
| Suíça              | Montreux HC      | Campeão da Liga Suíça de 1985/86                                   |

## Jogos

### 1ª Eliminatória
| Equipa 1     | Total | Equipa 2       | 1.ª Mão | 2.ª Mão |
| ------------ | ----- | -------------- | ------- | ------- |
| ERG Iserlohn | 4-15  | RVC Dennenberg | 2-9     | 2-6     |

### Fase Final
|  | Quartos-de-final | Quartos-de-final | Quartos-de-final | Quartos-de-final |                  |                  | Meias-finais | Meias-finais | Meias-finais |  |          | Final | Final | Final |
|  |                  |                  |                  |                  |                  |                  |              |              |              |  |          |       |       |       |
|  | 1                | RVC Dennenberg   | 12               | 8                |                  |                  |              |              |              |  |          |       |       |       |
|  | 8                | Southsea RHC     | 4                | 0                |                  |                  |              |              |              |  |          |       |       |       |
|  | 8                | Southsea RHC     | 4                | 0                |                  | RVC Dennenberg   | 2            | 2            |              |  |          |       |       |       |
|  |                  |                  |                  |                  |                  | RVC Dennenberg   | 2            | 2            |              |  |          |       |       |       |
|  |                  | FC Porto         | 5                | 11               |                  |                  |              |              |              |  |          |       |       |       |
|  | 4                | FC Porto         | 5                | 11               | FC Porto         | 13               | 3            |              |              |  |          |       |       |       |
|  | 4                |                  |                  |                  | FC Porto         | 13               | 3            |              |              |  |          |       |       |       |
|  | 5                | SL Benfica       | 1                | 3                |                  |                  |              |              |              |  |          |       |       |       |
|  | 5                | SL Benfica       | 1                | 3                |                  |                  |              |              |              |  | FC Porto | 2     | 3     |       |
|  |                  |                  |                  |                  |                  |                  |              |              |              |  | FC Porto | 2     | 3     |       |
|  |                  | Liceo da Coruña  | 4                | 4                |                  |                  |              |              |              |  |          |       |       |       |
|  | 3                | Liceo da Coruña  | 4                | 4                | Amatori Vercelli | 11               | 8            |              |              |  |          |       |       |       |
|  | 3                |                  |                  |                  | Amatori Vercelli | 11               | 8            |              |              |  |          |       |       |       |
|  | 6                | US Coutras       | 0                | 3                |                  |                  |              |              |              |  |          |       |       |       |
|  | 6                | US Coutras       | 0                | 3                |                  | Amatori Vercelli | 3            | 0            |              |  |          |       |       |       |
|  |                  |                  |                  |                  |                  | Amatori Vercelli | 3            | 0            |              |  |          |       |       |       |
|  |                  | Liceo da Coruña  | 4                | 9                |                  |                  |              |              |              |  |          |       |       |       |
|  | 2                | Liceo da Coruña  | 4                | 9                | Liceo da Coruña  | 10               | 13           |              |              |  |          |       |       |       |
|  | 2                |                  |                  |                  | Liceo da Coruña  | 10               | 13           |              |              |  |          |       |       |       |
|  | 7                | Montreux HC      | 1                | 1                |                  |                  |              |              |              |  |          |       |       |       |
|  | 7                | Montreux HC      | 1                | 1                |                  |                  |              |              |              |  |          |       |       |       |

### Quartos-de-final
| Equipa 1         | Total | Equipa 2     | 1.ª Mão | 2.ª Mão |
| ---------------- | ----- | ------------ | ------- | ------- |
| RVC Dennenberg   | 20-4  | Southsea RHC | 12-4    | 8-0     |
| FC Porto         | 16-4  | SL Benfica   | 13-1    | 3-3     |
| Amatori Vercelli | 19-3  | US Coutras   | 11-0    | 8-3     |
| Liceo da Coruña  | 23-2  | Montreux HC  | 10-1    | 13-1    |

### Meias-finais
| Equipa 1         | Total | Equipa 2        | 1.ª Mão | 2.ª Mão |
| ---------------- | ----- | --------------- | ------- | ------- |
| RVC Dennenberg   | 4-16  | FC Porto        | 2-5     | 2-11    |
| Amatori Vercelli | 3-13  | Liceo da Coruña | 3-4     | 0-9     |

### Final
| Equipa 1 | Total | Equipa 2        | 1.ª Mão | 2.ª Mão |
| -------- | ----- | --------------- | ------- | ------- |
| FC Porto | 5-8   | Liceo da Coruña | 2-4     | 3-4     |

| Campeão Europeu 1986-87         |
| ------------------------------- |
|                                 |
| HC Liceo da Coruña (1.º título) |

### Internacional
- Ligações para todos os sítios de hóquei
- Mundook- Sítio com notícias de todo o mundo do hóquei
- Hoqueipatins.com - Sítio com todos os resultados de Hóquei em Patins